# Cookøerne ved sommer-OL 2008
Cookøerne deltog ved sommer-OL 2008 i Beijing, Kina i perioden 8. august til 24. august. Dette var landets sjette deltagelse siden sin debut ved sommer-OL 1988 i Seoul, Sydkorea. Landet sendte fire atleter til legene i tre forskellige sportsgrene. 